# Газовый пистолет

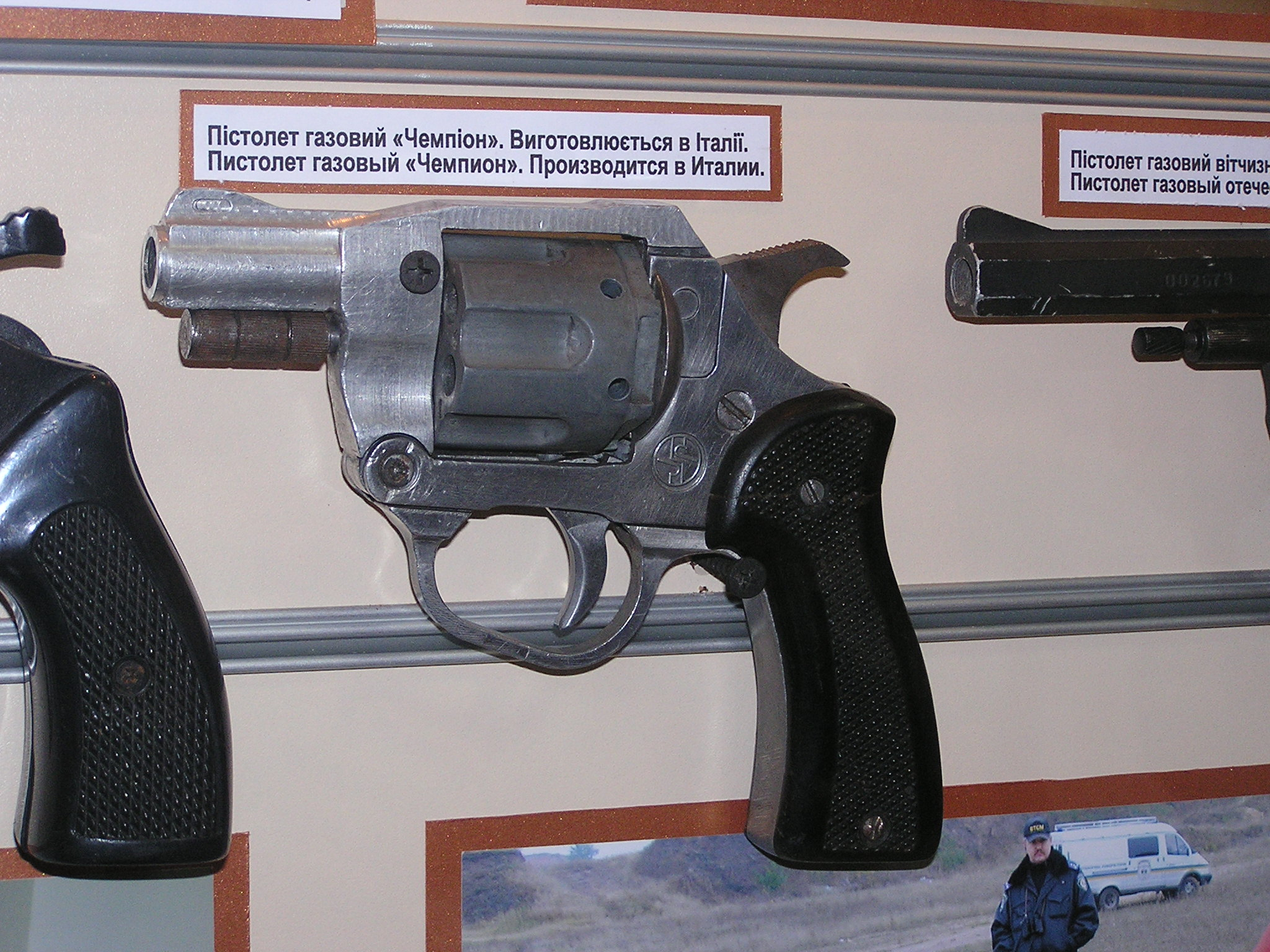
Газовый револьвер «Champion» (Италия) в музее истории донецкой милиции

Газовые пистолеты и револьверы — разновидность нелетального оружия самообороны, которое предназначено для стрельбы газовыми (снаряжёнными раздражающим или слезоточивым ирритантом) и холостыми патронами.
Некоторые модели также могут выполнять функции сигнальной ракетницы при снаряжении специальными салютными боеприпасами, стрельба которыми производится с помощью съёмных дульных насадок.
Газовые пистолеты и револьверы достаточно широко распространены в качестве гражданского оружия самообороны в тех странах, где оборот огнестрельного гражданского оружия запрещён или ограничен. Полностью автоматическое газовое оружие (например, модели производства венгерской фирмы KESERU или турецкой фирмы ZORAKI) выпускается в значительно меньшем количестве.
Следует различать чисто газовые пистолеты и револьверы и «газовое оружие с возможностью стрельбы резиновой пулей», поскольку последнее является официальным наименованием травматического оружия под патрон с резиновой пулей, в течение 2004—2009 годов выпущенного или сертифицированного в России в качестве гражданского оружия самообороны.
Травматические револьверы и пистолеты также могут стрелять газовыми патронами, но при этом большинство моделей пистолетов не будут автоматически перезаряжаться, то есть при стрельбе потребуется передергивание затвора вручную после каждого выстрела.

## История
В 1939 году в США был представлен демонстрационный образец полицейского ружья-револьвера с 18-зарядным барабаном и дальностью выстрела до 100 метров, боеприпасами к которому являлись 25-мм снаряды (в гильзе снаряда находился заряд слезоточивого газа в бумажной укупорке). В 1941 году был представлен упрощённый однозарядный вариант ружья с боеприпасами нового типа (заряд инсектицида в бумажной укупорке, собранный в гильзе ружейного патрона), который рекламировали в качестве средства для борьбы с насекомыми-вредителями в плодовых садах — один выстрел обеспечивал опыление ядохимикатами одного плодового дерева.
В начале 1960-х годов в США начали выпуск однозарядных стреляющих устройств в виде авторучки (в металлическом корпусе находились ударно-спусковой механизм и гильза холостого револьверного патрона .38 Special с зарядом слезоточивого газа).

## Конструкция
Конструктивно, ствольное газовое оружие можно разделить на следующие категории:
- газовые револьверы
- газовые пистолеты
- «газовые автоматы»

В большинстве случаев, газовое оружие имеет внешнее сходство с боевым огнестрельным оружием. Тем не менее, внешний вид дульного среза, маркировка и некоторые другие детали позволяют опытному человеку легко отличить газовое оружие от боевого. Следует также учитывать, что в соответствии с криминалистическими требованиями большинство моделей газового оружия отличается невысокой механической прочностью, его детали часто изготовлены из лёгких и порошковых сплавов (таких, как силумин, ЦАМ) и даже пластмасс.

## Эффективность
Российский Федеральный Закон «Об оружии» классифицирует газовые пистолеты и револьверы как оружие, предназначенное для временного поражения живой цели путём применения слезоточивых или раздражающих веществ. Требования к сертифицированному в РФ гражданскому оружию самообороны и боеприпасам к нему установлены Министерством здравоохранения.
Содержимое газовых патронов, сертифицированных в качестве боеприпасов к гражданскому оружию самообороны и разрешенных к продаже населению, при стрельбе на рекомендованных производителем дистанциях (не ближе 1 метра от дульного среза до противника), как правило, не наносит серьёзного вреда здоровью человека. При этом, действие ирританта в большинстве случаев обеспечивает временное поражение органов зрения и дыхания противника.
Эффективная дальность применения газового оружия различается в зависимости от конкретной модели оружия, типа используемых патронов, метеоусловий, но не превышает 2,5—3,5 метров.
Представляет интерес мнение специалиста в области криминалистического оружиеведения, полковника милиции Д. А. Корецкого: «при правильном [в соответствии с требованиями закона] применении газовое оружие является безвредным. При криминальном применении газовое оружие представляет существенную опасность».

## Правовой статус и история применения по странам

### Болгария
В связи со вступлением Болгарии в Европейский Союз в законы страны потребовалось внести изменения для согласования болгарского законодательства с законодательством стран Евросоюза. В сентябре 2010 года был принят новый закон об оружии, в соответствии с которым ствольное газовое оружие (пистолеты и револьверы) и сигнальное оружие (обеспечивающее стрельбу только холостыми патронами) выделено в категорию "газовое и сигнальное оружие". При ввозе такого оружия на территорию Болгарии владелец обязан заявить о нём в таможенной декларации и сообщить о наличии такого оружия сотрудникам таможни и пограничникам. При пребывании на территории Болгарии владелец обязан в 14-дневный срок сообщить о наличии такого оружия в управление полиции по месту своего проживания либо пребывания.

### Венгрия
Газовые пистолеты и револьверы разрешены к приобретению в качестве гражданского оружия самообороны.

### Германия
После освоения выпуска газового оружия в ФРГ в законодательство были внесены изменения - сначала на местном уровне, в течение 1965-1967 гг. принятые всеми федеральными землями ФРГ, а в 1968 году был принят новый закон о оружии, устанавливавший общие принципы оборота всех видов оружия на территории страны. В 1969 году приобретение газового оружия без оформления лицензии оставалось разрешено только в Баварии.
Газовые пистолеты и револьверы, прошедшие сертификацию в центре Physikalisch-Technische Bundesanstalt разрешены к приобретению в качестве гражданского оружия самообороны гражданам ФРГ, достигшим 18 лет.

### Казахстан
Газовые пистолеты и револьверы разрешены в качестве гражданского оружия самообороны.

### Панама
В Панаме после вторжения США в декабре 1989 года армия, полиция и все остальные вооружённые формирования в стране были разоружены, расформированы и прекратили своё существование. Также войска США изымали оружие, боеприпасы и иное военное снаряжение у населения страны. В дальнейшем, началось уничтожение изъятого оружия. В 1990 году под контролем США полиция была восстановлена. 27 мая 2011 года был принят закон о оружии, в соответствии с которым населению страны разрешено владение неавтоматическим огнестрельным оружием, однако владение устройствами, снаряженными нервно-паралитическими, удушающими, ядовитыми, а также слезоточивыми и вызывающими рвоту газами законодательно запрещено.

### Российская Федерация
Первые газовые пистолеты и револьверы (зарубежного производства) появились в СССР на рубеже 1980-х — 1990-х годов, их широкому распространению в странах СНГ немало способствовала сложная криминальная обстановка.
8 ноября 1992 года было разрешено приобретение, ношение и применение газового оружия иностранного производства. В 1993 году был начат выпуск первого отечественного газового пистолета ИЖ-76, в дальнейшем были разработаны более совершенные образцы. По состоянию на начало 1998 г., у граждан России находилось на руках почти 1,1 млн газовых пистолетов и револьверов.
В 1998 году на территории Российской Федерации в ходе оперативно-розыскных и профилактических мероприятий органами внутренних дел было изъято 22 тыс. газовых пистолетов и револьверов, а в течение 1999 года — около 25 тыс., 
Однако общее количество газового оружия в стране увеличивалось и в дальнейшем, вплоть до появления в 2004 году травматического оружия. После этого происходит частичное «перевооружение» граждан — при покупке травматического оружия газовое нередко сдают на комиссию в оружейные магазины или на утилизацию в органы внутренних дел (так как ресурс у него довольно ограниченный). Тем не менее, общее количество оружия самообороны у населения увеличивалось — по состоянию на начало 2009 года у граждан России находилось свыше 1,5 млн единиц газовых револьверов и пистолетов (с учётом «газового оружия с возможностью стрельбы резиновыми пулями»).
Некоторое количество газового оружия было утрачено и похищено: по состоянию на 1 января 2006 года, в федеральном розыске находились 41 тыс. газовых пистолетов и 8,5 тыс. газовых револьверов. С целью уменьшить количество нелегального оружия, МВД РФ выплачивает денежное вознаграждение за добровольно сданное оружие (в 2023 году выплата за единицу газового оружия составляла 1500 рублей).
Федеральная служба судебных приставов может накладывать арест и изымать газовое и травматическое оружие у должников, имеющих непогашенные долги (в дальнейшем, после вынесения приставом-исполнителем постановления об оценке стоимости имущества конфискованное оружие передаётся на реализацию в оружейные магазины). Предусмотрена возможность обжаловать действия пристава-исполнителя.
Приобрести газовый пистолет или револьвер может любой совершеннолетний (достигший 18 лет) гражданин России после получения лицензии на его приобретение в органах внутренних дел по месту жительства.
В соответствии со статьёй 24 Федерального закона «Об оружии», граждане Российской Федерации могут применять имеющееся у них на законных основаниях оружие для защиты жизни, здоровья и собственности в состоянии необходимой обороны или крайней необходимости. Понятия состояний необходимой обороны и крайней необходимости изложены в статьях 37 и 39 Уголовного Кодекса Российской Федерации.

### Узбекистан
18 мая 2019 года нижней палатой парламента страны был принят новый закон об оружии, после одобрения верхней палатой и подписания президентом вступивший в законную силу в декабре 2019 года. В качестве оружия самообороны для граждан страны разрешены только газовые баллончики, механические распылители, аэрозольные и другие устройства, снаряженные слезоточивыми или раздражающими веществами; имеющее ствол газовое оружие, а также унитарные патроны к нему (имеющие гильзу и капсюль-воспламенитель) законодательно запрещены.

### Украина
Прошедшие сертификацию газовые револьверы и пистолеты с 1993 года разрешены к приобретению в качестве гражданского оружия самообороны, после получения разрешения на его приобретение и ношение в органах внутренних дел по месту жительства.

### ЮАР
В качестве гражданского оружия самообороны разрешено использовать пневматические пистолеты для пейнтбола, снаряженные желатиновыми пулями с ирритантом или лакриматором.
- в качестве примера, компания HM Security выпускает однозарядный пистолет Goblin Solo Paintball Pistol, самозарядный пистолет Tippmann TPX Pistol и несколько вариантов спортивных пейнтбольных винтовок с возможностью стрельбы желатиновыми пулями[29]

В США аналогичные стреляющие устройства выпускает компания Kimber Manufacturing — под наименованием PepperBlaster и PepperBlaster II.

## Патроны к газовому оружию
Для стрельбы из газового оружия могут использоваться холостые, светошумовые (сигнальные), газовые и пирожидкостные патроны.
Холостые патроны не имеют поражающего элемента, дульце гильзы у них завальцовано (обжато) «звёздочкой» для предотвращения высыпания пороха. Тем не менее, они представляют некоторую опасность при выстреле в упор.
Светошумовые патроны (Vogelschreckpatronen) снаряжены пиротехническим составом, предназначены для подачи сигналов, ошеломления и отпугивания противника.
Газовые патроны имеют гильзу, капсюль и пороховой заряд (аналогично боевым патронам), но вместо пули они снаряжаются зарядом ирританта, который представляет собой сухой мелкозернистый порошок массой от 20 до 220 мг (в зависимости от типа, калибра и производителя патрона). Заряд находится в передней части патрона и либо зафиксирован плотно обжатой передней частью гильзы (которая раскрывается при выстреле), либо закрыт спереди легко прорываемой при выстреле пластиковой заглушкой (которая при выстреле не вылетает вместе с активным веществом, а разделяется на четыре «лепестка» и остаётся внутри гильзы).
В качестве ирританта используется:
- хлорацетофенон (CN);
- ортохлорбензальмалондинитрил (CS);
- олеорезин капсикум (PV) — экстракт красного перца.
- некоторыми производителями производятся также патроны, содержащие смесь из двух активных компонентов (применять более двух соединений в гражданском оружии запрещено законом).

Пирожидкостные патроны («маркер») вместо ирританта снаряжены жидкой краской.

### Маркировка патронов к газовому оружию
В зависимости от снаряжения, пластмассовые заглушки в газовых патронах имеют следующий цвет:
- зеленый (холостой);
- золотистый (светозвуковой патрон);
- желтый (CS);
- красный (PV);
- синий (CN);
- черный (мелкая дробь)

### Типы патронов к газовому оружию
Патроны для газового оружия выпускаются в нескольких различных калибрах. Конструктивно, газовые патроны делятся на пистолетные (с проточкой в донной части гильзы) и револьверные (с выступающим фланцем для фиксации в барабане).
В Европе наиболее широко распространены следующие типы патронов:
- 5,6-мм газовый патрон (.22 lang Knall) — револьверный патрон с закраиной, дульце гильзы газовых патронов залито парафином;
- 6 mm Flobert Knall — револьверный патрон с закраиной, дульце гильзы газовых патронов залито парафином;
- .315 Knall — пистолетный патрон с проточкой;
- .320 kurz Knall — пистолетный патрон с проточкой;
- 8 mm Knall (8×20 мм)[30] — пистолетный патрон с проточкой, дульце гильзы газовых патронов закрыто пластиковой заглушкой;
- .35 Knall — пистолетный патрон с проточкой, дульце гильзы газовых патронов закрыто пластиковой заглушкой;
- 9 mm R Knall (9×17 mm RK, .380 R) — револьверный патрон[30] с закраиной, дульце гильзы газовых патронов запрессовано в виде «звездочки»;
- 9 mm P.A.K. (9×22 мм) — пистолетный патрон с проточкой, дульце гильзы газовых патронов закрыто пластиковой заглушкой;
- .45 kurz Knall — дульце гильзы газовых патронов запрессовано в виде «звездочки».

В начале 1990-х годов в России были разработаны несколько моделей газового оружия под патроны отечественной разработки, которые не используются и не производятся в других странах:
- 5,6-мм газовый патрон ТК-022 — разработан в начале 1990-х годов ЗАО «Техкрим» (заряд — 55 мг CS);
- 7,5-мм газовый патрон ПГС-7,5 — разработан и выпускался НИИ спецтехники МВД России (снаряжен CN);
- 7,5-мм газовый патрон ПГЧ-7,5 — разработан и выпускался НИИ спецтехники МВД России (снаряжен CS);
- 7,62-мм газовый патрон ТК-024 — разработан в 1993 году ЗАО «Техкрим» для пистолетов ИЖ-77, ИЖ-78 и ИЖ-79 на базе гильзы патрона 5,45×18 мм, с 2010 года выпускается малыми партиями.
- 9-мм газовый пистолетный патрон RP-80 (ТУ 727000-012-11418530-94) — разработан в начале 1990-х годов ПК «Айсберг» для револьверов ГР-205 и ГР-207 собственной разработки;
- 9-мм газовый патрон ПГ 9×22 мм[30] — разработан в начале 1990-х годов тульским конструкторским бюро приборостроения на базе гильзы патрона 9×18 мм ПМ для револьвера ГР-92.
- 9-мм газовый патрон 9×26 мм — разработан в начале 1990-х годов ПК «Айсберг» для «газового автомата» GMC-700 собственной разработки.

Впоследствии, в 2000-е годы были также разработаны газовые варианты снаряжения патронов, изначально созданных для применения в травматическом оружии, в частности:
- газовый патрон 18×45И для пистолетов ПБ-2 «Эгида» и ПБ-4 «ОСА» — разработан компанией «Агентство коммерческой безопасности» (АКБС), выпускается с 2005 года[31].
- 8-мм газовый патрон ПП8Г для травматических пистолетов под патрон 8×22 мм Т

При правильном хранении боеприпасов к оружию самообороны (в герметичной укупорке, в темном сухом прохладном месте), срок службы патронов, особенно холостых, достаточно велик (успешно отстреливали импортные патроны даже 10-летней давности). С другой стороны, известно, что при длительном, свыше двух лет, хранении газовых патронов, ирритант начинает взаимодействовать с порохом (медленно окисляя его) — в результате возможны задержки при стрельбе. Поэтому находящиеся на хранении газовые патроны необходимо регулярно отстреливать для проверки.